# Garboldisham
Garboldisham – wieś w Anglii, w hrabstwie Norfolk, w dystrykcie Breckland. Leży 36 km na południowy zachód od Norwich i 124 km na północny wschód od Londynu.
W 2001 miejscowość liczyła 721 mieszkańców.